# David di Donatello 1989
La 34a edició dels premis David di Donatello, concedits per l'Acadèmia del Cinema Italià va tenir lloc el 3 de juny de 1989 a Teatro delle Vittorie de Roma. El premi consistia en una estatueta dissenyada per Bulgari.

## Guanyadors

### Millor pel·lícula
- La leggenda del santo bevitore, dirigida per Ermanno Olmi
- Francesco, dirigida per Liliana Cavani
- Cinema Paradiso, dirigida per Giuseppe Tornatore

### Millor director
- Ermanno Olmi - La leggenda del santo bevitore
- Marco Risi - Mery per sempre
- Giuseppe Tornatore - Cinema Paradiso

### Millor director novell
- Francesca Archibugi - Mignon è partita
- Massimo Guglielmi - Rebus
- Sergio Staino - Cavalli si nasce

### Millor argument
- Francesca Archibugi, Gloria Malatesta i Claudia Sbarigia - Mignon è partita
- Leo Benvenuti, Piero De Bernardi i Carlo Verdone - Compagni di scuola
- Ermanno Olmi e Tullio Kezich - La leggenda del santo bevitore

### Millor productor
- Filiberto Bandini - Caro Gorbaciov
- Claudio Bonivento - Mery per sempre
- Franco Cristaldi - Cinema Paradiso

### Millor actriu
- Stefania Sandrelli - Mignon è partita
- Ornella Muti - Codice privato
- Marina Vlady - Splendor

### Millor actor
- Roberto Benigni - Il piccolo diavolo
- Giancarlo Giannini - 'o Re
- Carlo Verdone - Compagni di scuola

### Millor actriu no protagonista
- Athina Cenci - Compagni di scuola
- Pupella Maggio - Cinema Paradiso
- Pamela Villoresi - Splendor

### Millor actor no protagonista
- Carlo Croccolo - 'o Re (ex aequo)
- Massimo Dapporto - Mignon è partita (ex aequo)
- Paolo Panelli - Splendor

### Millor músic
- Ennio Morricone - Cinema Paradiso
- Nicola Piovani - 'o Re
- Armando Trovajoli - Splendor

### Millor cançó original
- Felicità, de Lucio Dalla i Mauro Malavasi - Il frullo del passero
- 'o Re, de Mauro Pagani, Nicola Piovani i Luigi Magni - 'o Re
- Giorgio Moroder - Mamba
- Paolo Conte - Una notte un sogno
- Pino Daniele - Se lo scopre Gargiulo

### Millor fotografia
- Dante Spinotti - La leggenda del santo bevitore
- Giuseppe Lanci - Francesco
- Luciano Tovoli - Splendor

### Millor escenografia
- Danilo Donati - Francesco
- Lucia Mirisola - 'o Re
- Ferdinando Scarfiotti - Mamba

### Millor vestuari
- Lucia Mirisola - 'o Re
- Danilo Donati - Francesco
- Gabriella Pescucci - Splendor

### Millor muntatge
- Ermanno Olmi - La leggenda del santo bevitore
- Gabriella Cristiani - Francesco
- Nino Baragli - Il piccolo diavolo

### Millor enginyer de so directe
- Candido Raini - Mignon è partita
- Tommaso Quattrini - Mery per sempre
- Remo Ugolinelli - Il piccolo diavolo

### Millor actriu estrangera
- Jodie Foster - Acusats (The Accused)
- Isabelle Huppert - Une affaire de femmes
- Shirley MacLaine - Madame Sousatzka

### Millor actor estranger
- Dustin Hoffman - Rain Man
- Gene Hackman - Crema Mississippi (Mississippi Burning)
- John Malkovich - Les amistats perilloses (Dangerous Liaisons)

### Millor director estranger
- Pedro Almodóvar - Mujeres al borde de un ataque de nervios
- Barry Levinson - Rain Man
- Woody Allen - Una altra dona (Another Woman)

### Millor productor estranger
- Frank Marshall i Robert Watts - Qui ha enredat en Roger Rabbit? (Who framed Roger Rabbit)
- Mark Johnson - Rain Man
- Claude Berri - L'ós (L'ours)

### Millor guió estranger
- John Cleese - Un peix anomenat Wanda (A Fish Called Wanda)
- Pedro Almodóvar - Mujeres al borde de un ataque de nervios
- Ronald Bass i Barry Morrow - Rain Man

### Millor pel·lícula estrangera
- Rain Man, dirigida per Barry Levinson
- Crema Mississippi (Mississippi Burning), dirigida per Alan Parker
- Mujeres al borde de un ataque de nervios, dirigida per Pedro Almodóvar

### Premi Alitalia
- Monica Vitti

### Premi Sèleco
- Vito Zagarrio

### David Luchino Visconti
- Paolo i Vittorio Taviani